# Christine Strobl (Politikerin)

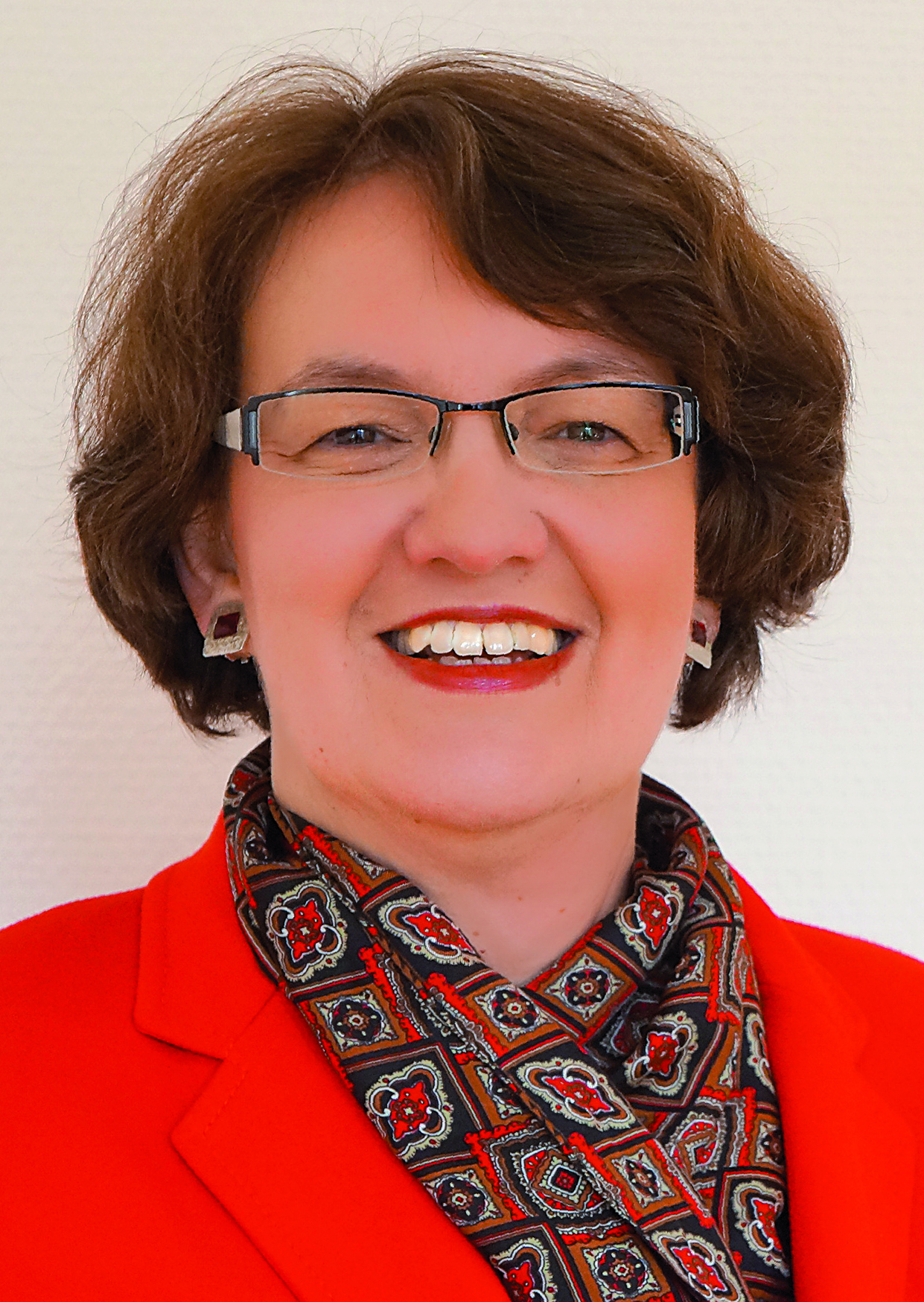
Christine Strobl Pressefoto 2012/2013

Christine Strobl (* 2. März 1961 in München) ist eine deutsche Politikerin (SPD) und war in den Jahren 2006 bis 2020 Bürgermeisterin der Stadt München.

## Leben und Ausbildung
Strobl wuchs in ihrer Heimatstadt München im Glockenbachviertel auf und besuchte dort die Grundschule an der Blumenstraße. Nach ihrem Abitur am Theresien-Gymnasium München studierte sie an der Ludwig-Maximilians-Universität München Politikwissenschaft, Germanistik und Geschichte und schloss mit dem Magister Artium ab. Anschließend war sie als Wissenschaftliche Mitarbeiterin tätig.

## Werdegang
Die politische Laufbahn von Christine Strobl begann im Jahr 1982 mit dem Eintritt in die SPD. Hier war sie zunächst bei den Münchner Jusos (Arbeitsgemeinschaft der Jungsozialistinnen und Jungsozialisten, der Jugendorganisation der SPD) aktiv. In den Jahren 1985 bis 1987 war sie deren Vorsitzende und machte sich dabei insbesondere mit Umwelt-Themen einen Namen. Darüber hinaus engagierte sich Strobl von Anfang an auch frauenpolitisch und wurde 1996 zur Vorsitzenden der Arbeitsgemeinschaft sozialdemokratischer Frauen (AsF) in München gewählt. Im Jahr 2002 gab sie dieses Amt ab.
Im Jahr 1990 wurde Strobl als Mitglied der SPD-Fraktion das erste Mal in den Münchner Stadtrat gewählt. 1994 wurde Strobl in den Fraktionsvorstand und 2002 zur stellvertretenden Fraktionsvorsitzenden gewählt. Darüber hinaus war sie frauenpolitische Sprecherin und kinder- und jugendpolitische Sprecherin ihrer Fraktion sowie Sprecherin im Verwaltungs- und Personalausschuss.
Strobl übernahm als ehrenamtliche Stadträtin vielfältige Aufgaben und war u. a. Korreferentin des Personal- und Organisationsreferates und 12 Jahre lang Vorsitzende der Gleichstellungskommission.
Am 14. Dezember 2005 wurde Christine Strobl zur Zweiten Bürgermeisterin gewählt und am 2. Mai 2008 wiedergewählt. In dieser Zeit leitete sie den Kommunal-Ausschuss, den Kinder- und Jugendhilfe Ausschuss, den Sozialausschuss, die Ausschüsse für Bildung und Sport, den IT-Ausschuss und war für die 25 Münchner Bezirksausschüsse zuständig.
Nach der Kommunalwahl 2014 und der Bildung einer schwarz-roten Kooperation im Stadtrat anstelle des vorherigen rot-grünen Bündnisses wurde sie am 21. Mai 2014 zur Dritten Bürgermeisterin gewählt. Strobl leitete den Kinder- und Jugendhilfe Ausschuss, den Sozialausschuss, die Ausschüsse für Bildung und Sport, den Kreisverwaltungsausschuss und war zuständig für die 25 Bezirksausschüsse. Bei der Kommunalwahl 2020 trat sie aus persönlichen Gründen nicht mehr an und schied anschließend aus allen politischen Ämtern aus, ist aber in verschiedenen Organisationen noch ehrenamtlich tätig.
Darüber hinaus war Strobl Vorsitzende des Schulausschusses des Bayerischen Städtetags.
Strobl war Aufsichtsratsvorsitzende der Olympiapark München GmbH, der Tierpark Hellabrunn AG, der München Stift GmbH und der Münchner Volkshochschule GmbH.
Außerdem ist sie die Vorsitzende des Stiftungsrates der Förderstiftung ICP München. Zudem ist Strobl Mitglied im Kuratorium der Stiftung Lichtblick Hasenbergl und im Kuratorium Lebenshilfe München.

## Trivia
Im September 2009 erkrankte Strobl an Brustkrebs. In den Medien wurde dies in Zusammenhang mit der Fortsetzung ihrer politischen Tätigkeit wiederholt thematisiert. Christine Strobl ist verwitwet und hat zwei Kinder.

## Ehrungen
- 2002: München leuchtet den Freundinnen und Freunden Münchens in Gold[8]
- 2012: Kommunale Verdienstmedaille in Silber[9][10]
- 2014: Jubiläumsmedaille in Gold[11]
- 2020: Goldene Bürgermedaille der Landeshauptstadt München[12]
- 2022: Ehrenbürgerin der Stadt München[13]
- 2025: Bundesverdienstkreuz am Bande[14]